# مییاکو اشیچی
مییاکو اشیچی (انگلیسی: Miyako Ishiuchi؛ زادهٔ ۲۷ مارس ۱۹۴۷) عکاس اهل ژاپن است.
وی همچنین برندهٔ جوایزی همچون جایزه هاسلبلاد شده‌است.